# سارة إسحاق
سارة إسحاق (بالإنجليزية: Sara Ishaq)‏ (مايو ١٩٨٤)، هي صانعة أفلام يمنية بريطانية. عرفت بإخراجها لعدة أفلام وثائقية، أبرزها الفيلم الناجح ليس للكرامة جدران. حيث رُشِح لجائزة البافتا وجائزة الأوسكار لأفضل فيلم وثائقي (موضوع قصير) في ٢٠١٣.

## النشأة والتعليم
ولدت سارة في إدنبرة، قبل أن تنتقل إلى اليمن في عمر السنتين. ترعرعت في صنعاء، ودرست في المدرسة اليمنية الحديثة حتى صيف 2001. في سن ال17، درست في أكاديمية لينليثغو إلى أن أنهت المرحلة الثانوية. سجلت سارة بعد ذلك في جامعة إدنبرة في 2003، حيث تخصصت هناك في الدراسات الإسلامية والنظريات السياسية، وحصلت على شهادة في علم الاجتماع سنة 2007.
رجعت للأكاديمية في 2010، حيث أكملت تعليمها وحصلت على شهادة الماجستير في الإخراج من معهد الفنون في إدنبرة سنة 2012.

## سيرتها
في ٢٠١١, شاركة في انشاء جمعية #SupportYemen، منظمة هدفها المطالبة بالعدالة الاجتماعية وكسر الصمت عن التجاوزات ضد حقوق الإنسان في اليمن. في 2012، انضمت لجمعية قوة ضد التحرش وشاركت في ميدان التحرير.
أثناء دراستها عادت إلى اليمن للبحث عن فكرة لمشروع التخرج، وقامت بتصوير وإعداد فيلمها القصير«ليس للكرامة جدران». استغرق تصوير الفيلم قرابة 11 شهرا بدءً بالتصوير في صنعاء ومن ثم المونتاج في دبي بالتعاون مع شركة «نقطة ساخنة». حقق الفيلم نجاحا عاليا، وتم عرضه في أكثر من 20 مهرجان عالمي. وحاز على جائزة أفضل فيلم في 4 منها وهي: «مهرجان ادندوكس» في اسكتلندا في أكتوبر 2012، و«مهرجان الجزيرة للأفلام الوثائقية»، و«مهرجان الأمم المتحدة للأفلام»، و«مهرجان الافلام العربية في أمريكا». 
اختارت أكاديمية فنون وعلوم الصورة المتحركة فيلم «ليس للكرامة جدران» من ضمن أربعة أفلام أخرى مرشحة للفوز بجائزة الأوسكار عن فئة الأفلام الوثائقية القصيرة في دورتها السادسة والثمانين.
أخرجت فيلمها الوثائقي الطويل بيت التوت في 2013، وشارك في  الدورة العاشرة لـ«مهرجان دبي السينمائي الدولي». يتحدث الفيلم عن العائلة وطبيعة الأسرة اليمنية، وبدأت تصويره في عام 2011 قبل الثورة اليمنية. ويصور الفيلم الأحداث التي جرت داخل المنزل ورد فعل الأشخاص بعدما يكتشفون الثورة من الداخل وكيفية تأثيرها عليهم.

## روابط خارجية
- سارة إسحاق على موقع IMDb (الإنجليزية)
- سارة إسحاق على موقع قاعدة بيانات الفيلم (الإنجليزية)

SaraHJIshaqعلى تويتر. 